# Craig Gilroy

a Compétitions nationales et continentales officielles uniquement.

b Matchs officiels uniquement.
Dernière mise à jour le 7 mars 2025.
Craig James Hunter Gilroy, né le 11 mars 1991 à Belfast (Irlande du Nord), est un joueur de rugby à XV, qui joue avec l'équipe d'Irlande et avec l'Ulster, évoluant au poste d'ailier.

## Carrière
Craig Gilroy commence le rugby au Methodist College Belfast avec qui il remporte le championnat de l'Ulster en scolaire.

### En club
Craig Gilroy joue en province irlandaise avec l'Ulster, depuis 2010.

### En équipe nationale
Il a honoré sa première cape internationale en équipe d'Irlande le 24 novembre 2012 contre les Argentins.
Il est retenu pour le Tournoi des Six Nations 2013.

## Palmarès
- Meilleur marqueur d'essais du Pro12 en 2016 avec 10 essais (à égalité avec Matt Healy)